# Walt Disney Pictures
Pour les articles homonymes, voir Walt Disney Studios.
Walt Disney Pictures est un studio de production cinématographique créé le 1er avril 1983 comme une filiale de la société Walt Disney Productions, renommée Walt Disney Company en 1986. Il continue à produire ce qui formait le cœur de métier de la société Disney fondée en 1923 par Walt Disney, des films d'animation et d'autres en prise de vue réelle. Avant que cette filiale ne soit créée, il s'agissait d'un service interne de la compagnie.
Walt Disney Pictures est souvent nommé à tort Studios Disney ou Walt Disney Studios mais ce terme regroupe différents éléments, que ce soit les studios de tournage, des studios d'animation – dont certains sont aujourd'hui fermés – ou la société (voir Walt Disney Studios). Le studio d'animation a fourni l'essentiel des productions Disney jusqu'à la fin des années 1940. Au début des années 1950, la société a diversifié son activité en produisant des films en prises de vue réelles et des émissions de télévisions, en assurant elle-même sa distribution et en se lançant dans le développement d'un parc à thème. Dans les années 1980, les productions cinématographiques Disney se sont diversifiées via d'autres labels à vocation moins familiale comme Touchstone Pictures. Walt Disney Pictures est alors devenu l'un des labels du groupe cinématographique Disney, le Walt Disney Motion Pictures Group.
Depuis la fin des années 1980, Walt Disney Pictures coproduit régulièrement ses films avec d'autres studios tels que Silver Screen Partners, Jerry Bruckheimer, Spyglass Entertainment et Walden Media. En 2007 à la suite du rachat de Pixar Animation Studios spécialisé dans l'animation en images de synthèse, le studio d'animation traditionnelle de Disney a été renommé Walt Disney Animation Studios, les deux studios devenant des filiales de Walt Disney Pictures. En 2013, il est le second distributeur mondial avec 14,15 % de PDM, derrière la Warner Bros. (15,25 %) mais devant Sony Pictures (12,96 %).

## Organisation
Walt Disney Pictures est découpée depuis 2007 en trois entités :
- un service non nommé pour la production des films utilisant la prise de vue réelle
- Walt Disney Animation Studios (ex-Walt Disney Feature Animation) pour l'animation traditionnelle avec sa filiale Disney Television Animation, spécialisée dans la télévision
- Pixar Animation Studios pour l'animation en image de synthèse (sauf télévision)

Walt Disney Pictures ne distribue pas elle-même ses productions. Au sein du groupe Disney, la distribution est assurée par la division Walt Disney Studios Motion Pictures. Ainsi l'édition des VHS/DVD est assurée par la société/marque Walt Disney Studios Home Entertainment. La division de la distribution dépend directement de The Walt Disney Studios alors que Walt Disney Pictures dépend du Walt Disney Motion Pictures Group lui-même dépendant du précédent.

## Historique
L'histoire du studio Walt Disney peut être découpée en plusieurs périodes. Le studio a été créé en 1923 sous le nom Disney Brothers Studios mais Walt Disney a déjà produit des courts métrages d'animation depuis 1922 avec le studio Laugh-O-Gram. Dès 1929, le studio se renomme Walt Disney Productions. L'activité principale du studio est la production de courts métrages d'animation, puis à partir de 1937 celle des courts et longs métrages d'animation. Au début des années 1950, le studio se lance dans la production de documentaires animaliers, de long métrage en prise de vue réelle et la production d'émissions et séries pour la télévision, future Walt Disney Television. Certaines activités sont dissociées au milieu des années 1980 du studio alors renommée Walt Disney Pictures. Ainsi Walt Disney Television Animation est créé en 1984 pour l'animation télévisée et Walt Disney Feature Animation est créé en 1984 pour la partie long métrage (renommé Walt Disney Animation Studios). Les films en prise de vue réelle conservent la bannière Walt Disney Pictures malgré la création de plusieurs autres studios (voir Walt Disney Motion Pictures Group).
Afin de scinder l'historique très fourni du studio, plusieurs années charnières ont été mises en exergue, et ont permis le découpage suivant, à savoir :
- 1922 : création du premier studio de Disney à Kansas City ;
- 1923 : création du Disney Brothers Studios ;
- 1937 : sortie du premier long métrage d'animation du studio et Premier âge d'Or ;
- 1941 : début des problèmes affectant le studio jusqu'en 1950 ;
- 1950 : reprise du Premier âge d'or pour le studio ;
- 1966 : décès de Walt Disney et ralentissement des productions ;
- 1973 : sortie du dernier long métrage supervisé par Walt Disney ;
- 1977 : sortie du premier long métrage d'animation sans Walt Disney ;
- 1984 : changement de direction pour la société Disney ;
- 1989 : début du Second âge d'or ;
- 1995 : sortie du premier long métrage en image de synthèse, coproduit avec Pixar Animation Studios ;
- 2005 : annonce d'un retour à l'animation traditionnelle.
- 2019 : achat de 21st Century Fox et lancement de Disney+

### 1922-1937: Les courts métrages d'animation
L'histoire du studio Walt Disney peut être découpée en plusieurs périodes. La période 1922 à 1937 est caractérisée par une production tournée uniquement vers les courts-métrages d'animation. Elle donne les racines à la fois du studio Disney mais aussi de toute l'entreprise Walt Disney Company. La période débute en 1922 avec la création du premier studio de Walt Disney à Kansas City, Laugh-O-Gram, se poursuit en 1923 avec la création du Disney Brothers Studios à Hollywood, où Disney lance plusieurs séries. La première est Alice Comedies, suivie en 1927 par Oswald le lapin chanceux. En raison de problème liés aux droits de productions d'Oswald, Disney est contraint de lancer une nouvelle série Mickey Mouse. Fort de ce succès, Disney lance une seconde série dès 1929, les Silly Symphonies.
Les premières séries sont surtout un apprentissage pour les jeunes membres du studio, pour la plupart de futurs grands noms de l'animation. Avec Mickey Mouse, Disney révolutionne le secteur d'activité, innovant en synchronisant le son avec l'image. Au milieu des années 1930, le studio produit environ vingt courts-métrages par an et grâce au contrat signé avec United Artists, le coût moyen de production qui est d'environ 50 000 USD est compensé par des revenus de l'ordre de 120 000 USD générant donc un bénéfice annuel de 660 000 USD rien que pour les films. Le studio reçoit aussi des royalties des licences de produits dérivés et en 1937, Disney signe un contrat encore plus favorable avec RKO Pictures. Mais depuis 1934, cette importante somme d'argent est investie dans de nombreux projets tant techniques qu'artistiques. Les innovations se poursuivent avec la série Silly Symphonies, qui est la première à utiliser de manière régulière la couleur grâce au procédé Technicolor.
Cette période s'achève de manière informelle avec la sortie du premier long métrage d'animation du studio, Blanche-Neige et les Sept Nains (1937). L'article évoque aussi les productions de courts-métrages après 1937.

### 1937-1941: Les premiers longs métrages d'animation
À partir de 1934, Walt Disney envisage la création d'un long métrage en animation, projet qui aboutit en 1937 avec Blanche-Neige et les Sept Nains. Le studio devient alors très important, produisant trois séries de courts métrages et travaillant sur plusieurs projets de longs métrages. Ces projets sont ambitieux tant graphiquement que techniquement, en général artistiquement. Ils aboutissent pour la plupart entre 1940 et 1942 mais leurs racines remontent tous à la période 1937-1941. Ces films sont parmi les plus connus et reconnus du studio : Pinocchio, Fantasia, Dumbo et Bambi.
Ces productions ambitieuses ont nécessité de nombreuses innovations tant techniques qu'artistiques. Le studio a utilisé, développé ou amélioré en interne des techniques comme la couleur avec le procédé Technicolor, la caméra multiplane, les storyboards, l'usage de maquettes pour concevoir les personnages, le Fantasound ou de nombreux effets spéciaux. Pour beaucoup, l'animation est alors devenu un art.
En parallèle, le studio poursuit sa production de courts métrages, lançant des séries centrées sur d'anciens personnages secondaires : Donald Duck commencée en 1937, Dingo (Goofy) commencée en 1939, Pluto commencée en 1937 mais le second film sort en 1940.
Malheureusement, différents problèmes surgissent et mettent fin, en 1941, à ce qui est devenu le « Premier Âge d'or » du studio.

### 1941-1950: Première grève, Seconde Guerre mondiale et conséquences
Les longs métrages du studio produits durant le « Premier Âge d'Or » ont été très couteux et en raison du conflit mondial, les bénéfices n'ont pas été ceux envisagés. Le climat international et l'absence d'un syndicat aidant, l'augmentation du nombre d'employés pour les différentes productions a généré des tensions amenant à la première grève des studios Disney.
Pour ces raisons, le studio modifie sa production. Les films deviennent alors des compilations de courts ou moyens métrages, appelés séquences. Ces compilations sont moins couteuses et permettent quelques revenus pour relancer les projets suspendus ou en lancer de nouveaux. Une des conséquences est l'intégration de scènes en prise de vues réelles, rapprochant le studio de la production de films sans animation.
En parallèle, le studio poursuit sa production de courts-métrages, avec les séries centrées sur d'anciens personnages secondaires : Donald Duck, Dingo, Pluto et Tic et Tac commencée en 1943. Ces productions sont marquées par la guerre avec une forte implication militaire (soutien aux troupes), voire de la propagande.
En effet, dès l’entrée en guerre des États-Unis en décembre 1941 après l’attaque de Pearl Harbor, la propagande est devenue une priorité et va être utilisée très rapidement par le gouvernement américain. Les studios Disney décrochent leur premier contrat militaire le 8 décembre, c’est-à-dire le lendemain de leur entrée en guerre. Les studios devaient produire 20 courts métrages d’enseignement pour la marine et l’aviation, pour le Navy bureau of aéronautics. Ils seront un support important de la propagande américaine pendant cette période. En effet entre 1941 et 1945 Disney tourne 77 courts-métrages de propagande sans compter les courts-métrages didactiques et en 1943 94 % du métrage de Disney est sous contrat gouvernemental. Et pendant cette période, les studios vont changer de vedette, mettant en avant Donald (le canard apparaît dans 36 des 77 courts-métrages de propagande de Disney). Plus colérique et bagarreur, il fait passer un message plus fort que Mickey car ce dernier est vu comme trop joyeux et manquant de caractère. Cette propagande, bien que commandée par le gouvernement, est appuyée par Disney. En effet Disney lui-même considérait la propagande comme l’arme parfaite pour écraser Hitler, alliant humour et fantaisie il avance qu’aucun autre support de propagande ne peut ridiculiser aussi bien les forces de l’Axe que l’animation. Et les courts-métrages, malgré leur but persuasif, sont en général très appréciés du grand public, que ce soit en Amérique ou en Europe .
La propagande des studios Disney avait plusieurs buts.
Un des buts de la propagande était d’inciter la population à participer financièrement à l’effort de guerre. Un des premiers et des plus marquants des courts-métrages de la période illustre très bien cet aspect de la propagande. C’est un court-métrage réalisé par Wilfred Jackson : The New Spirit. Il est sorti aux États-Unis le 23 janvier 1942, c’est-à-dire moins de 2 mois après l’attaque de Pearl Harbor. Il a été commandé par le département du Trésor par John L. Sullivan. De nouvelles taxes avaient été ajoutées pour soutenir l’effort de guerre et le gouvernement voulait introduire ces taxes avec le moins de résistance possible. Ils ont donc contacté Disney pour faire un court métrage destiné à expliquer comment payer ces taxes, à insister sur la simplicité du payement, mais aussi à convaincre de leur utilité. Le court métrage a atteint son but et a eu un succès immédiat juste après sa sortie : le New York Times écrit que ce film est un encouragement agréable dans le moindre détail à une tâche ingrate, et aussi que c’est certainement la propagande la plus efficace jamais réalisée encore par un gouvernement. Les critiques d’autres journaux comme le Chicago Tribune sont également très positives. Finalement le film a eu l’effet escompté : le rapport du département du Trésor indique que 32 674 000 personnes l’ont vu et que 37 % d’entre elles veulent payer leurs impôts .
Un autre but de la propagande commandité à Disney était de ridiculiser Hitler et les forces de l’Axe. Le premier court-métrage qui ridiculise Hitler est celui réalisé par Ub Iwerks en mars 1942 : Stop that Tank !. Il a été commandité par John Grierson, fondateur du National Film Board. Il est divisé en 2 parties, un dessin animé à proprement dit, et une autre qui consiste en une série d’instructions détaillées sur le fusil anti char MK-1. En effet ce court métrage est aussi un court métrage didactique, ce qui illustre une autre activité de Disney menée dans le but de l’effort de guerre. Il s’agissait de montrer à l’armée canadienne comment utiliser ce nouveau fusil, en glorifiant cette nouvelle technologie tout en ridiculisant et rabaissant l’ennemi. Ce court métrage n’était pas réellement destiné au grand public, cependant il a été très bien reçu par les soldats canadiens.
Enfin la propagande a aussi visé à diaboliser l’ennemi et ainsi légitimer le combat. Disney a aidé grâce aux courts-métrages financés par la CIAA (The Office of the Coordinator of Inter-American Affairs ) et sortis en 1943 : Der Fuehrer's Face de Jack Kinney et Education for Death de Clyde Geronimi. Dans Der Fuehrer's Face, Donald est pris dans un environnement nazi où il travaille trop, mange très peu et n’a que peu de loisirs dans ce monde où tous se soupçonnent. Bien entendu, ce n’était qu’un cauchemar. Les croix gammées sont omniprésentes et on y voit l’embrigadement des masses. Il a eu énormément de succès, en Amérique comme en Europe et a grandement favorisé la diabolisation de l’Allemagne nazie. En effet il a gagné l’oscar du meilleur court métrage animé en 1943. Et même si le cinéma américain était interdit en Europe dans les pays occupés il y a été introduit et doublé en cachette. L’animation Education for Death, elle, raconte l’endoctrinement des jeunes Allemands qui se fait à travers l’histoire revisitée de la belle au bois dormant où la sorcière est la démocratie, la belle endormie l’Allemagne et le prince Hitler. Le film est assez sombre car c’est une adaptation d’un livre qui a été documenté directement à la source. Il est donc très lié à la réalité. Cependant il a été très apprécié du grand public malgré cet aspect.

En parallèle, les studios se sont aussi appliqués à glorifier l’armée alliée et sa technologie notamment grâce au film Victoire dans les airs. C’est une adaptation non commandée par l’État, militant pour une force aérienne de grande importance dotée de bombardiers à longue portée. Les réactions à propos de ce film sont plutôt partagées. Certains sont dérangés par son aspect propagande : Barbara Deming, journaliste du Library of Congress, conclut que le film est conçu pour nous vendre quelque chose et non pour nous dire quelque chose. Mais d’autres comme Lee Mortimer du New York Mirror déclare que c’est le meilleur Disney. D’autres critiques encore, conscients de son aspect propagandiste, disent que Victory Through Air Power est la propagande la plus inspirante réalisée depuis un long moment et que les studios Disney pouvaient être fiers. Quoi qu’il en soit son but a été atteint, puisque 86 % des Américains pensaient après ce film que l’aviation jouerait un rôle décisif dans la victoire et le film a été récompensé en 1943 d’une récompense d’Académie. De plus il a eu une influence directement sur les dirigeants. En effet il a été visionné plusieurs fois par Churchill et Roosevelt à la première conférence de Québec de 1943 c’est-à-dire juste avant de procéder à l’élaboration d’un plan de guerre pour le Jour J.

### 1950-1973: Début dans la télévision et les films, décès de Walt Disney
Les années 1950 marquent le retour du studio à la production de longs métrages d'animation avec Cendrillon (1950) mais aussi l'apparition de programmes télévisés Disney, d'émissions de divertissements regroupant des séries en prises de vue réelles, des activités et des (re)diffusions de courts métrages. Les deux émissions emblématiques de cette époque sont Le Monde merveilleux de Disney et The Mickey Mouse Club, produites par les studios pour American Broadcasting Company. L'activité télévisuelle sera produite sous le nom Walt Disney Productions jusqu'à la création dans les années 1980 de filiales spécifiques, pour le cinéma et la télévision, respectivement Walt Disney Pictures et Walt Disney Television.
Mais le fait marquant de la décennie, concomitant de cette diversification, est un désengagement de Walt Disney pour l'animation au profit du parc à thème Disneyland. Malgré cela le studio produits des longs métrages restés célèbres comme Alice au pays des merveilles (1951), Peter Pan (1953) et La Belle au bois dormant (1959).
En 1956, Walt Disney décide d'arrêter la production de courts métrages, le studio se concentre alors sur les longs métrages et la télévision. De plus les dessins animés coutent alors 75 000 $ chacun, ce qui est difficile à rentabiliser uniquement par une exploitation en salle, la télévision drainant le public des cinémas, comparé aux 35 000 $ en 1935 nécessitant 18 mois de commercialisation.
Au début des années 1960, le département des Encrages et peinture du studio réduit son effectif avec l'introduction du système de reprographie Xerox.
En 1964, on peut noter la sortie du film Mary Poppins qui est le premier grand succès d'un film en prises de vues réelles avec séquences d'animation de Disney. La fin de l'année 1966 est marquée par le décès de Walt Disney. Les projets en cours finissent d'être réalisé en suivant les dernières directives du fondateur du studio. Sous la direction créative de Disney, le studio a réalisé entre 1923 et 1966 plusieurs centaines de courts métrages, dix-neuf longs métrages dont « de nombreux comprennent des images mémorables ». Les productions sous Disney ont défini la plupart des lignes directrices des futures Disney. Robert Tienman liste comme ingrédients essentiels des productions Disney : l'aventure, la romance, l'amitié, la fantaisie et la musique.
Les années 1970 sont marquées par l'absence de projets d'envergure pour la branche cinématographique de la société Walt Disney Productions à la suite du décès en 1966 de Walt Disney. La société se voue essentiellement à réaliser les dernières volontés de son fondateur en construisant le parc Walt Disney World Resort en Floride. Une de ces productions est Robin des Bois en 1973, dernier film voulu par Walt Disney, seulement une idée au moment de sa mort ou Les Aventures de Winnie l'ourson sorti en 1977 et constitué de trois moyens métrages produits eux en 1966, 1967 et 1974. Ce dernier film est devenu l'une des principales franchises des studios Disney et de la société entière.
Les productions de longs métrages d'animation des années 1935 à 1970 sont regroupées sous le nom Premier Âge d'Or des Studios Disney. Cette dénomination fait toutefois fi du faible nombre de créations durant les années 1940. A contrario, certains auteurs parlent de deux âges d'or pour les courts métrages : le premier de 1928 à 1939 avec les Mickey Mouse et les Silly Symphonies, le second durant la décennie 1945-1956 avec les Dingo, les Donald Duck, et les Tic et Tac.

### 1973-1988: Le studio endormi, changement de direction
Le sommeil apparent des années 1970 à 1980 est une conséquence de la maladie puis de la disparition de Walt Disney au début des années 1960. Walt lançait toujours sa société sur plusieurs projets de front que ce soit pour les films ou le reste. Ainsi jusqu'à quatre films d'animation étaient en production dans les années 1940 et au moins une demi-douzaine dans les années 1950. Selon Danny Miller, « en 1982, la plus grande réussite commerciale du studio Disney était encore Mary Poppins sorti en 1964 » et « la division films ne survivait qu'avec les ressorties » des longs métrages classiques d'animations. Miller précise qu'entre 1977 et 1981, 50 % des recettes du studio provenaient de ces ressorties alors que les studios concurrents proposaient des nouveautés.
Le studio renouvelle son équipe d'animation avec Les Aventures de Bernard et Bianca en 1977, le premier long-métrage d'animation du studio produit sans Walt Disney et le premier film réalisé par la nouvelle génération d'animateurs du studio Disney.
Il semble que c'est en partie à cause de cette accalmie qu'un groupe d'investisseurs a voulu prendre le contrôle de la société au début des années 1980. Divers changements arrivent à cette période, dont les premiers sont, avant même le renommage de Walt Disney Productions en The Walt Disney Company, la création de filiales indépendantes pour assurer les différentes productions.
Le 1er avril 1983, Walt Disney Productions crée à partir du département « animation et films » (Pictures) une société à part entière mais filiale à 100 %, Walt Disney Pictures. Le studio qui produisait auparavant tous les films de Disney se recentre sur les productions pour la famille, essentiellement avec la création de Touchstone Pictures en 1984. La marque devient un synonyme du studio d'animation Disney. Durant l'année 1984, l'entreprise Disney se trouve embarquée dans une guerre financière qui aboutit à un changement de direction. À la suite de l'arrivée de Michael Eisner et Frank Wells à la tête de la société, la nouvelle direction lance de nouveaux projets que ce soit pour les films et les autres secteurs de la société. En novembre 1984, une division-filiale est créée spécialement pour les séries télévisées : Walt Disney Television Animation. Différents projets pour rebondir sur le principe de film musical entamé avec Fantasia ont émergé dont l'un évoqué par André Previn dans son mémoire No Minor Chords et proposé par Jeffrey Katzenberg de faire un Fantasia consacré à la musique des Beatles. John Grant indique que l'un des projets fut baptisé Musicana mais qu'en raison du non-renouvellement des animateurs à la suite de plusieurs années de réduction des productions, ce projet de haute qualité n'a pas pu voir le jour.
En 1986, Walt Disney Productions prend le nom de The Walt Disney Company et Walt Disney Pictures est « amputée » de sa division principale, celle des films d'animation longs métrages, qui devint une filiale sous le nom de Walt Disney Feature Animation.
En 1988, David Hobermann est nommé président de Touchstone Pictures et de Walt Disney Pictures puis en 1994 de la division Motion Pictures avant de partir début 1995 pour devenir un producteur indépendant.
Toutefois, le service animation se lance dans la création de plusieurs studios en dehors du siège de Burbank : voir Walt Disney Animation Studios.

### 1989-1995: Un Second Âge d'or des longs métrages d'animation
Comme résultante à ces nombreux changements organisationnels, la production de dessins animés est fortement relancée par la direction de Disney.
Cette période est marquée par la sortie de grands films comme La Petite Sirène (1989), La Belle et la Bête (1991), Aladdin (1992), Le Roi lion (1994), Pocahontas (1995)
Depuis 1991, Walt Disney Pictures organise certaines premières de ses films au El Capitan Theatre racheté et rénové pour cette raison.
La fin de la période du « Second Âge d'or » est assez floue et très subjective mais la sortie de Toy Story coproduit avec Pixar Animation Studios et la systématisation à partir de 1996 des suites des longs métrages d'animations marquent un profond changement pour le studio Disney. En parallèle les productions Disney d'après 1995 reçoivent des succès plus mitigés bien que certains films ne manquent pas de mérite tel que Fantasia 2000. De plus, la fusion avec American Broadcasting Company en 1996 ajoute une importante production télévisuelle au studio qu'il convient donc de dissocier de la partie cinématographique.

### 1995-2005: Conversion au numérique
Au début des années 1990, le studio utilise de plus en plus l'informatique dans ses productions. Un des éléments, inspiré par la volonté d'innovation de Walt Disney, est la collaboration entre Disney et la jeune société Pixar pour la réalisation d'un film totalement en image de synthèse : ce sera Toy Story (1995).
Depuis 1996, Walt Disney Pictures assure la distribution à l'international des films du Studio Ghibli au travers de Buena Vista International.
Le premier DVD édité par Disney est sorti le 2 décembre 1997.

### Depuis 2006: Pixar et les remakes avec acteurs
En 2005, la division animation de Disney avait décidé de ne produire plus que des films en animation de synthèse mais à la suite du rachat de Pixar Animation Studios, le studio est revenu au dessin traditionnel.
Le 18 juillet 2006, Walt Disney Studios Entertainment décide de produire environ 10 films labellisés Disney, animation et prise de vue réelle par an et deux ou trois Touchstone par an. Le 4 décembre 2006, la société annonce le retour à la production de courts métrages avec Dingo, afin de « rechercher de nouveaux talents » mais annonce, le lendemain, le licenciement de 160 animateurs (soit 20 % des effectifs) .
En 2007, à la suite du rachat de Pixar et à une politique d'harmonisation des filiales (se traduisant par la suppression du terme Buena Vista) Walt Disney Feature Animation devient Walt Disney Animation Studios.
Le 6 mars 2008, Walt Disney Pictures annonce le début de sa collaboration avec des studios d'animation japonaise. Le premier est Toei Animation pour la série Fireball prévue pour avril 2008. Le 8 avril 2008, le studio annonce les dix prochains films d'animations prévus jusqu'en 2012. Huit des dix films sont des productions en animation de synthèse. Les films prévus sont : WALL-E (28 juin 2008), La Princesse et la Grenouille (Noël 2009), Volt, star malgré lui (26 novembre 2008), Up (29 mai 2009), Toy Story (ressorti, 2 octobre 2009), Toy Story 2 (ressorti, 12 février 2010), Toy Story 3 (18 juin 2010), Raiponce (Noël 2010), Newt (Été 2011), The Bear and the Bow (Noël 2011), Cars 2 (Été 2012), Le Roi de Elfes (Noël 2012). Le 3 octobre 2008, Disney annonce la production en Inde de quatre films mais comme studio indépendant et non plus des coproductions avec de studios locaux. Le 24 décembre 2008, Disney annonce se retirer du projet Le Monde de Narnia 3, prévu pour 2010. D'après le quotidien spécialisé The Hollywood Reporter, les studios Disney ont décidé de ne pas exercer leur droit de coproduction et de cofinancement sur Le Monde de Narnia 3 à cause des trop mauvaises recettes apportées par Le Monde de Narnia : Le Prince Caspian, Walden Media est donc à la recherche d'un nouveau coproducteur.
Le 17 novembre 2009, Walt Disney Pictures suspend la production du remake de Vingt Mille Lieues sous les mers (1954). Le 4 février 2010, Anne Fletcher est nommée réalisatrice de la suite de Il était une fois prévue pour 2011, Jessie Nelson assurant l'écriture du scénario.
Le 12 mars 2010, Disney annonce l'arrêt de sa collaboration avec ImageMovers Digital, le studio de Robert Zemeckis, forçant sa fermeture. Cette décision est un contre-coup des résultats mitigés du film Le Drôle de Noël de Scrooge (2009). Le 14 mars 2010, Disney annonce vouloir produire ou coproduire 14 films orientés pour la famille en Inde. Le 23 juin 2010, Disney et IMAX signent un contrat pour diffuser en 2011 trois films en 3D dans les salles IMAX : Pirates des Caraïbes 4, Cars 2 et Milo sur Mars de Robert Zemeckis. À l'automne 2010, le studio devient le premier dans l'histoire à avoir deux films à dépasser le milliard de dollars au box office mondial avec Alice au pays des merveilles et Toy Story 3.
Le succès commercial d'Alice au pays des merveilles, malgré son désamour critique, va lancer pour les studios Disney un projet fructueux : la réadaptation de leurs fameux dessins animés en prise de vue réelle (souvent dit live). Ce cycle se poursuit avec le succès de Maléfique quatre ans plus tard,.
Le 21 janvier 2011, le site Mission Local consacré au quartier Mission District de San Francisco annonce l'implantation d'un studio nommé Shademaker Productions devant produire un film pour Disney. Le studio de 150 personnes doit s'installer dans une ancienne chocolaterie de 100 000 pieds carrés (9 290 m2) inoccupée depuis avril 2009 située à l'angle de la 16e Rue et de Folsom Street (au 683 Folsom Street). L'équipe ayant déjà œuvré ensemble sur James et la Pêche géante (1996) et Coraline (2009) doit produire un film avec des décors à l'échelle 1/5 avec des poupées dans un studio de 30 000 pieds carrés (2 787 m2).
Après le succès de la ressortie en salle du film Le Roi lion (1994) en 3D à l'été 2011, Disney envisagerait de ressortir d'autres films de son catalogue, principe commercial abandonné dans les années 1990 face à l'importance des cassettes vidéo puis des DVD.
Le 19 mars 2012, la presse annonce que le studio se prépare à une perte de 200 millions de $ en raison des mauvais résultats du film John Carter,. Le 16 octobre 2012, Disney annonce installer un studio permanent aux Pinewood Studios.
Le 20 septembre 2013, après plusieurs déconvenues au box-office, Disney ne renouvelle pas le contrat entamé en 1995 avec le producteur Jerry Bruckheimer,.
Début 2014, quelques jours avant la 86e cérémonie des Oscars la presse évoque un nouvel âge d'or pour le studio Disney après les déconvenues du début des années 2000, éclipsé par les succès de Pixar. L'historien de l'animation Tom Sito fait un parallèle entre le succès relatif de La Princesse et la Grenouille (2009) suivi de Raiponce (2010), Les Mondes de Ralph (2012) et de la consécration pour La Reine des neiges totalisant un milliard de dollars de recettes avec celui de Basil, détective privé (1986) qui a été suivi par La Petite Sirène (1989), La Belle et la Bête (1991) et la consécration du Roi lion (1994). Pour Sito, deux facteurs ont contribué à cette renaissance, la nomination d'un animateur, John Lasseter, à la tête de Pixar et Walt Disney Animation Studios ainsi que la compétition accrue des autres studios comme DreamWorks, Blue Sky Studios ou Illumination. Le 6 mars 2014, Walt Disney Pictures annonce un partenariat de coproduction avec le chinois Shanghai Media Group afin de contourner la limite les 34 films étrangers imposée par le gouvernement chinois. Le 18 avril 2014, le studio Disney signe un contrat avec le groupe de média HSN pour promouvoir les produits dérivés (vêtements, bijoux et accessoires) de 3 films destinés au public féminin Maléfique (2014) et Cendrillon (2015) de Disney et Le Voyage de 100 Pas (2014) de DreamWorks.
Le 12 mars 2015, Robert Iger, PDG de la Walt Disney Company, annonce que le tabac sera entièrement banni dans les futurs films produits par le studio. Le 30 mars 2015, Disney annonce la production d'un remake avec acteur de Mulan (1997),,. Le même jour, le film Cendrillon (2015) est en tête du box office mondial avec 336,2 millions d'USD de recettes,. Le 8 avril 2015, Disney annonce la production d'une adaptation avec acteurs de Pinocchio (1940),.
Le 5 juillet 2015, Disney définit un nouveau record de rapidité pour atteindre les 3 milliards d'USD au box-office grâce à Avengers : L'Ère d'Ultron et Vice-versa,. Le 15 août 2015, lors du D23, Disney Pictures présente un extrait de La Belle et la Bête (2017) avec Emma Watson. Le 14 septembre 2015, Disney commence le développement d'un remake de Mary Poppins (1964) sous la direction de Rob Marshall,,.
En février 2016, pour Germain Lussier du site Gizmodo, les Walt Disney Animation Studios sont devenus aussi bons que Pixar grâce aux succès de La Reine des neiges (2013), Les Nouveaux Héros (2014) et Zootopie mais aussi à cause des suites pas très réussies produites par Pixar. Le 4 mars 2016, Walt Disney Pictures annonce la production du film en prise de vue réelle Casse-Noisette et les Quatre Royaumes réalisé par Lasse Hallström basé sur Casse-Noisette et le Roi des souris de E. T. A. Hoffmann. Le 31 mars 2016, la presse annonce que Disney projette de développer une suite en prise de vue réelle à Blanche-Neige et les Sept Nains (1937) basé sur Rose-Rouge,. Le 25 avril 2016, Walt Disney Pictures annonce un partenariat avec Nokia pour utiliser la caméra immersive Nokia OZO (en) dans ses productions, la première étant une interview de l'équipe de tournage du film Le Livre de la jungle,. Le 5 juillet 2016, avec seulement 23 millions d'USD de recettes durant sa première semaine de sortie, le film Le Bon Gros Géant de Steven Spielberg se profile comme l'un des plus importants flop de 2016. Le 29 juillet 2016, Disney Pictures révèle le développement d'une suite au film Les Aventures de Rocketeer (1991) avec pour personnage principal une afro-américaine. Le 16 août 2016, Walt Disney Pictures annonce qu'Alan Menken et Lin-Manuel Miranda travaillent sur le remake avec acteurs de La Petite Sirène (1989),. Le 28 septembre 2016, Disney embauche Jon Favreau pour réaliser un remake du Roi lion,,. Le 4 octobre 2016, la sortie en salle de l'adaptation en prise de vue réelle de Mulan est annoncé pour l'hiver 2018. Le 12 octobre 2016, Disney annonce être en discussion avec Guy Ritchie pour réaliser le remake avec acteur du film Aladdin (1992). Le 25 octobre 2016, Walt Disney Pictures prévoit une adaptation en film musical d'Oliver Twist avec Thomas Kail à la réalisation et Ice Cube dans le rôle de Fagin,. Le 18 novembre 2016, Walt Disney Pictures annonce que le film Moana (Vaiana en français) est renommé Oceania en Italie pour éviter d'éventuelles confusions avec l'actrice pornographique italienne Moana Pozzi,.
Le 12 avril 2017, le film La Belle et la Bête (2017) dépasse le milliard d'USD de recettes en salles à l'international,,. Ce qui permet au studio Disney d'accrocher 14 titres sur le tableau des films ayant dépassé le milliard, qui en compte alors 29. Le 10 octobre 2017, Disney Pictures annule le projet de long métrage d'animation Gigantic basé sur le conte Jack et le Haricot magique,. Le 11 octobre 2017, la première du film The Last Warrior a lieu à Moscou, une coproduction locale en Russie.
Le 21 juin 2018, Disney commence le tournage du film The One and Only Ivan (en) à Lakeland en Floride, film dont la production avait débuté à Londres en mai 2018. Le 26 juin 2018, Disney fait appel à des figurants à Portland pour une adaptation cinématographique de Timmy Lalouse de Stephan Pastis, tournage prévu dans la région du 27 juillet au 8 septembre et sortie fin 2019 sur Disney+. Le 27 juillet 2018, Walt Disney Pictures a acheté le script d'un conte de fée sur une princesse africaine nommé Sadé d'Ola Shokunbi et Lindsey Reed Palmer,.
Le 16 janvier 2019, Disney recrute David Henry Hwang (en) pour écrire le scénario d'un remake avec acteurs du film Le Bossu de Notre-Dame (1996) avec Alan Menken et Stephen Schwartz pour les musiques,,. Le 18 février 2019, la banque HSBC est poursuivie en justice par 400 investisseurs demandant 150 millions de £ dans le cadre d'un montage de financement de films Disney qui profitait de réductions de taxe par le gouvernement britannique. Le 30 mai 2019,, Disney/Fox achète les droits d'adaptations cinématographiques d'un ouvrage de Chris Van Allsburg, Le Jardin d'Abdul Gasazi, auteur de Jumanji et Boréal-express. Le 2 juillet 2019, Disney/Fox achète les droits d'adaptations cinématographiques d'un troisième ouvrage de Chris Van Allsburg, Les Mystères de Harris Burdick après Le Jardin d'Abdul Gasazi acheté fin mai.
2023 constitue un véritable annus horribilis pour Disney avec, en fin d'année, le résultat « catastrophique » au box-office américain de Wish : Asha et la Bonne Étoile, l'un des pires démarrages pour une production maison

## Les productions
Le studio Disney a produit, pour des raisons historiques, un important catalogue de films en animation mais à la suite d'une diversification entamée essentiellement à la fin des années 1940, juste après la Seconde Guerre mondiale, le studio a aussi produit de nombreux films en prises de vues réelles et des émissions de télévision.
Le studio a aussi produit des insignes militaires durant la Seconde Guerre mondiale et des œuvres d'art.

### L'animation

#### Courts métrages d'animation
Courts métrages d'animation « Classiques »
- Alice Comedies
- Oswald le lapin chanceux
- Mickey Mouse
- Silly Symphonies dont certains « non officiels ».
- Donald Duck
- Donald et Dingo
- Dingo (Goofy)
- Pluto
- Tic et Tac
- Figaro

Courts métrages d'animation publicitaires et militaires
- Courts métrages militaires, réalisés entre 1940 et 1946.
  - grand public (propagande)
  - à destination des armées (formation)
- Courts métrages publicitaires

Courts métrages d'animation éducatifs
La production des courts métrages éducatifs est très importante, presque comparable à celle des courts métrages classiques. Les films sont fréquemment regroupés en séries de quelques épisodes, souvent produits en même temps sur un thème commun.
Les séries les plus notables sont :
- I'm no fool (1955-1956) série avec Jiminy Cricket
- You (1956-1958) série avec Jiminy Cricket
- Questions!/Answers? (1975-1976) avec des extraits de longs métrages en prises de vues réelles
- EPCOT Educationnal Media Collection importante série à partir de 1987

Une liste non exhaustive est disponible : 
Autres courts métrages d'animation
- Gaynor's Nightmare, une séquence en animation du film Entrée de service (1934)[95]
- The Wetback Hound (1957)
- Eyes in Outer Space (1959)
- Monstres et mystères ou les créatures mythologiques de notre société (1974)
- Vincent, réalisé par Tim Burton et sorti en 1982.
- Fun with Mr. Future', réalisé par Darrell Van Citters et  sorti en 1982.
- Oilspot and Lipstick, réalisé par Michael Cedeno et sorti en 1986.
- Redux Riding Hood, réalisé par Steve Moore et sorti en 1998.
- Three Little Pigs, réalisé par Darrell Rooney et sorti en 1999. Stylisé comme une parodie du monde réel.
- Lorenzo, réalisé par Mike Gabriel et sorti en 2004.
- Un par un, réalisé par Pixote Hunt et sorti en 2004.
- La Petite Fille aux allumettes, par Roger Allers et sorti en 2005.
- Lutins d'élite, mission Noël réalisé par Kevin Deters et Stevie Wermers et sorti en 2009.
- La Ballade de Nessie réalisé par Stevie Wermers-Skelton et Kevin Deters et sorti en 2011.
- Paperman réalisé par John Kahrs et sorti en 2012.
- Captain Sparky vs the flying saucers et sorti en 2013.

#### Moyens métrages d'animation
Bien que la catégorie ne soit pas officielle, elle regroupe les films entre 20 et 60 minutes. L'archiviste Dave Smith catalogue plusieurs de ces films en Featurette.
Les studios Disney ont réalisé plusieurs moyens métrages. La plupart ont toutefois été regroupés sous la forme de « films à sketches », tels les classiques des années 1940-50 Saludos Amigos ou Coquin de printemps.

#### Longs métrages d'animation
Walt Disney et son studio se lancèrent dans le long métrage d'animation en 1934 et sortirent leur premier film en 1937, Blanche-Neige et les Sept Nains. Depuis cette date, les sorties de longs métrages Disney sont devenues presque régulières, voire annuelles selon les périodes. La plupart des films ont été distingués.
L'année 1985 marque avec Taram et le Chaudron magique la première utilisation d'un procédé informatique dans la production de l'animation chez Disney. Le développement des techniques numériques progresse assez rapidement et en 1995, Disney coproduit avec Pixar, alors studio indépendant, Toy Story, premier long métrage entièrement réalisé en image de synthèse. Durant dix années les deux studios ont coproduits plusieurs films et en 2006, Disney a racheté Pixar.

### Cinéma en prises de vues réelles
Le studio Disney a depuis la fin des années 1940 réalisé des films sans aucune animation ou parfois mêlant plus ou moins les deux.
La production est essentiellement constituée de longs métrages. Toutefois quelques courts métrages ont été produits. Dave Smith définit ce type de production comme des « featurette », la plupart sont des courts métrages documentaires pour certains des extraits des longs métrages.

### Télévision
Le studio Disney est l'un des premiers studios cinématographique à se lancer dans la production d'émissions pour la télévision.
La première émission télévisée de Disney est One Hour in Wonderland, une spéciale Noël diffusée en 1950, suivie en 1951 par Walt Disney Christmas Show.
Comme indiqué précédemment, Walt Disney se lança dans la production d'émission de télévision en 1954 en contrepartie du cofinancement par American Broadcasting Company du parc Disneyland. La première série régulière, nommée Disneyland débuta le 27 octobre 1954 sur ABC. Cette émission plusieurs fois rebaptisée a été diffusée aux États-Unis en première partie de soirée plus de 29 années consécutives sur les trois principaux réseaux américains (CBS, NBC et ABC).
La filiale « dessins animés télévisés » de Disney produisit et produit encore de nombreuses séries et téléfilms.

### Insignes militaires
La période de la Seconde Guerre mondiale est marquée par la création par les studios Disney de nombreuses insignes militaires à la demande des bataillons, escadrilles et autres divisions de l'armée américaine,.
Plus de 1 200 insignes seront créés par des artistes sous la direction de Hank Porter et Roy Williams, insignes pour la plupart avec des personnages de Disney, choisi ou non par les demandeurs comme pour les Flying Tigers qui avaient une idée précise, mais Mickey Mouse fut rarement utilisé.
Il faut savoir que d'autres studios ont à l'époque été sollicités et des journaux locaux ont même imprimé des albums avec des sélections d'insignes.

### Œuvres d'art
Le monde de l'art commence à reconnaitre Disney (le studio) comme un de ses membres très tôt. Dès décembre 1933, le Art Institute of Chicago organise une exposition de dessins. Rapidement d'autres établissements font de même tel que le Fogg Art Museum de l'université Harvard et le Musée d'Art du comté de Los Angeles et semble culminer en 1938 avec une exposition des aquarelles de Blanche-Neige au Metropolitan Museum of Art de New York. Durant cette période, le marchand d'art, Guthrie Courvoisier devient l'interlocuteur privilégié entre le studio et les galeries de nombreuses villes.
En 1992, le studio lance la Walt Disney Classics Collection, qui est une ligne de sculptures de collection réalisé par le studio reproduisant méticuleusement des personnages et ou des scènes issus des productions Disney avec les proportions exactes définies dans le matériel de production. Les sculptures peuvent être en porcelaines, cristal, verre ou métal et possèdent un cachet d'authentification. Un club officiel sponsorisé par la société Disney, la Walt Disney Collectors Society a été créé en 1993 par Paula Sigman, dans le but d'organiser et fédérer les acheteurs. Cette initiative peut être rapprochée des Walt Disney Gallery lancée en novembre 1994 pour commercialiser de tels objets dans des boutiques spécialisées.

## Analyse des productions
Pour Christopher Finch le principal élément du succès du studio réside dans la capacité que Walt Disney avait à développer des idées. Ce trait de génie acquis grâce aux courts métrages produits dans les années 1930, un format de 6 à 8 minutes exigeant une grande économie d'actions et qui appliqué aux longs métrages a permis d'aller à l'essentiel. C'est selon Finch ce trait de caractère qui l'a poussé à développer de nouvelles technologies pour parvenir au meilleur rendu pour une signification. Le succès de Disney doit beaucoup aux choix de Walt, tant au niveau graphique que scénaristique. Daniel Kothenschulte s'est penché plus spécifiquement sur les films de Walt Disney dans une encyclopédie de 620 pages, Les Archives des films Walt Disney, Les films d’animation, 1921-1968, paru en 2016, aux éditions Taschen. Chaque film est disséqué sur 20 à 30 pages, avec une abondante illustration issue des archives du studio et de plusieurs collections privées : storyboard et croquis narratifs, planches de celluloïds, études et dessins préparatoires, pastels et photos des dessinateurs.

### De nombreuses productions
Les productions du studio Disney sont très variées et couvrent presque l'intégralité des types et genres de la production cinématographique. Comme nous avons pu le voir dans l'historique, la société ne s'est intéressée à certaines productions qu'au fur et à mesure. On peut résumer l'historique des productions cinématographiques et télévisuelles ainsi :
- Dans le monde du cinéma
  - Les courts métrages d'animation sont produits dès la création du studio en 1923. Jusqu'en 1934, ils constituent l'essentiel de la production. Les années 1940 sont marquées par des productions publicitaires et militaires puis à partir des années 1950, de courts métrages éducatifs. À partir des années 1960, la production des courts métrages d'animation se cantonne aux courts métrages éducatifs et à quelques exceptions.
  - La production des longs métrages d'animation débute en 1934 et est devenu le fleuron du studio. À partir de 1995, la production de film en image de synthèse révolutionne le monde de l'animation. En parallèle, la production des longs métrages d'animation est surtout constituée par des suites souvent éditées directement en vidéo.

Depuis l'animation traditionnelle est en perte de vitesse pour les longs métrages principalement au niveau de la réception auprès du public. Les années 2000 sont parsemées d'annonce contradictoire sur la conservation et/ou l'arrêt de l'animation traditionnelle.
- - À la fin des années 1940, le studio se lance dans les documentaires animaliers, style suspendu à partir de la fin des années 1970 mais réapparu au milieu des années 2000.
  - La société ne se lance dans la production de films en prise de vue réelle que dans les années 1950. Après de nombreux succès surtout aux États-Unis avec des productions populaires, les années 1980 sont marquées par des films atypiques pour la société comme la science-fiction ou l'horreur mais sans succès. La fin des années 1990 et le début 2000 permettent au studio de retrouver le succès avec des grosses productions comme la trilogie Pirates des Caraïbes.
- Dans le monde de la télévision
  - La société rentre dans le monde de la télévision en 1955 et produit depuis de nombreuses émissions essentiellement pour la jeunesse ainsi que des séries. Mais ces productions seront associées à des filiales spécifiques. Ainsi à partir des années 1980, Disney Channel produit de nombreux téléfilms et des séries qui dans les années 2000 génèrent des phénomènes de société.
  - Ce n'est que dans les années 1970, que le studio se lance dans la production de série d'animation pour la télévision.

Les critiques les plus courantes à propos des œuvres de Disney, et des dessins animés en général, sont résumées ainsi par Marie-Claire de Coninck : « Les dessins animés proposent leurs personnages, leurs paysages. L'enfant rêve de « Blanche-Neige de Walt Disney » et ne crée plus comme par la lecture ou l'oralité, une « Blanche-Neige dans sa tête », sortie tout droit de son imagination. Certains dessins animés appuient sur le côté moralisateur alors que le conte enfouit la sagesse dans ses pages ou donne une morale à la fin du récit. Dans le Pinocchio de Disney; le grillon est devenu la conscience du pantin alors que Collodi n'attribue pas une conscience qui le taraude à son pantin fugueur et menteur. Le conte de fée-dessin animé, réécrit le conte traditionnel, édulcore le récit. La dernière partie de La Belle au Bois dormant est supprimée par exemple. Il est vrai que le film sombrerait dans l'horreur », avec la belle-mère profitant du départ à la guerre du prince pour tenter de manger les deux enfants de la Belle, puis de jeter toute la petite famille dans une énorme cuve emplie de crapauds et divers serpents.

### L'anthropomorphisme
À propos du film Saludos Amigos (1942), John Grant explique que Pedro, la vedette de la séquence éponyme est le premier d'un nouveau genre de personnages celui « des objets mécaniques non pensants qui parviennent à gagner notre sympathie » par des caractères anthropomorphiques. Sean Griffin parle « d'objets inanimés humanisés. » Grant le rapproche du héros de Petit Toot (1948) et après avoir généralisé en citant Llyod Morris sur l'importance sociologique et ethnologique de l'usage d'objets animés et pensantes pour la vision de la société d'alors, il ajoute que Pedro est l'un de ces charmants personnages de machine-être humain.
Pour Frank Thomas et Ollie Johnston, les animaux ne doivent pas être bloqués dans leurs mouvements par les limitations du corps animal surtout quand l'histoire parodie les activités humaines comme dans Mélodie du Sud ou Robin des Bois.
Le fait de faire parler les animaux a été la source de nombreuses critiques principalement le choix des acteurs prêtant leurs voix.

### Mythes, religion et classiques
Les films Disney sont souvent taxés de perpétuer un mythe masculin, sexiste, au travers de contes de fées mais la plupart des personnages vedettes sont des héroïnes. Ils présentent généralement les stéréotypes de la belle princesse à la peau blanche (une évolution à partir des années 1990 se traduit par la mise en scène de princesses d'origine non caucasienne : Jasmine, Pocahontas, Mulan et Tiana, première Princesses Disney afro-américaine dans La Princesse et la Grenouille), candide, passive et irresponsable, cantonné aux tâches domestiques (le film d'animation Rebelle en 2012 marque une autre évolution, l'émancipation de l'héroïne) et qui est à la fin épousée. Les représentations genrées de ces films d'animation avaient une fonction socialisatrice mais les enfants actuels ne subissent cependant pas ces visions prescriptrices. Selon le doctorant en sciences politiques Simon Massei, « on souhaiterait insister sur la liberté dont l’enfant fait preuve dans sa relation aux différents supports culturels. Les modèles féminins et masculins proposés par les séries pour adolescents, les albums illustrés ou les dessins animés sont décodés par l’enfant à partir de sa propre expérience, et notamment à partir de ce qu’il a observé dans le cadre d’autres instances de socialisation plus formelles. Cette logique « d’arbitrage » tient au fait que des patterns moraux et comportementaux contradictoires sont en permanence proposés à l’enfant qui, pour gérer la dissonance cognitive, doit effectuer des choix ».

### Les styles graphiques
Entre les courts métrages, les longs métrages, les films en prise de films réels, les documentaires et les films éducatifs, sans oublier les films de propagande, les productions Disney comportent presque tous les styles graphiques ayant été utilisés dans l'histoire de l'animation.
Il est difficile et inenvisageable d'en établir la liste exhaustive. On peut toutefois en citer quelques-uns.
La série Alice Comedies reprend intentionnellement le style new-yorkais de Pat Sullivan développé pour Félix le chat tandis que les séries Oswald et Mickey Mouse développent un style propre à Disney. Les séries de Donald Duck et Dingo reprennent les bases établies par celle de Mickey empreintes d'un fort réalisme et d'une grande qualité au niveau des décors.
Les Silly Symphonies sont définies par Pierre Lambert comme une « série originale qui allait lui [Walt Disney] permettre d'expérimenter de nouvelles voies… Les Silly Symphonies permettaient aux jeunes animateurs… d'apprendre la technique du dessin animé », graphiquement le style est en constante évolution avec un foisonnement de nouvelles techniques, idées, méthodes… Russel Merritt et J. B. Kaufman concluent leur étude de la série en déclarant que « le développement des longs métrages a parfois joué en défaveur des Silly Symphonies, la série est parfois considérée uniquement sous l'angle du terrain d'expérimentation des longs métrages, mais elles étaient et sont bien plus que des travaux d'apprentissage. Elles représentent en elles-mêmes une incomparable étape dans l'art de l'animation. » En cela la série se rapproche des longs métrages tels que Fantasia ou les compilations des années 1940. Dans l'une d'elles, Les Trois Caballeros, Ward Kimball a conçu et réalisé une longue séquence musicale (de quatre minutes) qualifiée par Thomas et Johnston de classique de « l'usage non restreint du médium » ou comme le dit Kimball lui-même, une « vision littérale. » : les personnages exécutent précisément ce que la musique ou les paroles décrivent. Dans La Boîte à musique, on retrouve avec la séquence Two Silhouettes la technique de pixilation et dans After You've gone l'animation surréaliste, cette dernière étant déjà présente dans Fantasia. Pour le film Bambi (1942), le studio réalise de nombreux études sur les mouvements des animaux afin de les reproduire à l'écran et Walt Disney demande à Milt Kahl et Frank Thomas de trouver une méthode pour faciliter l'animation. Le duo découvre que les mouvements des animaux, lapins et faons, possèdent des similarités et une forme de répétition basée sur l'anatomie de l'animal et le principe de compression et étirement. Les deux animateurs parviennent à décomposer la plupart des mouvementes en une série d'images successives d'une dizaine de secondes. La méthode n'a pas de nom précis mais les archives Disney contiennent de nombreuses planches intitulées « Cycle de 10 s de marche ou de course d'un chiot » (pour Rox et Rouky), « Cycle de 9s de course d'un chien adulte » (aussi pour Rox et Rouky), Cycle de Figaro sur un canapé (pour Pïnocchio), Cycle d'un éléphant de dos (pour Le Livre de la Jungle). 
Les autres longs métrages possèdent des styles variés, certains voient dans Pinocchio l'influence des artistes allemands et scandinaves au travers de Gustaf Tenggren et Albert Hurter, tous deux déjà à l'œuvre sur Blanche-Neige et les Sept Nains,.
Dans les années 1950 à 1970, les styles développés par Disney conservent la constante de qualité mais varient subtilement. Ainsi Alice aux pays des merveilles

### La technologie au service de l'animation
Le studio Disney a tout au long de son histoire cherché à innover, et cela est souvent associé à l'esprit d'innovation de Walt Disney. L'un des éléments les plus souvent cité est l'usage du son pour Steamboat Willie. Disney use ici d'une technologie empruntée à Pat Powers, le Photophone mais développera aussi ses propres technologies.

#### Technologies empruntées
Voici quelques-unes des technologies développées en dehors de chez Disney :
- Le Photophone pour le son dans les années 1920-1930
- Le Technicolor pour l'ajout de couleur, voir ci-dessous
- Le procédé Xerox ou xérographie est un procédé de transfert de représentation depuis un support vers un autre développé dans les années 1940. Il a été appliqué à l'animation à la fin des années 1950 et a permis de transférer les dessins au crayon sur cellulos[124], accélérant la production. Le premier film Disney à l'utiliser est La Belle au bois dormant (1959) suivi par Goliath II (1960) et surtout Les 101 Dalmatiens (1961)[124] pour lequel le procédé a simplifié l'animation en raison de la multiplicité des chiots. Ce procédé a été utilisé jusqu'à la fin des années 1980 quand l'informatique a supplanté l'usage des cellulos[124].
- Le CinemaScope pour le tournage des films en animation comme en prise de vue réelle
- le Procédé à la vapeur de sodium, une méthode d'Incrustation aussi appelé « fond jaune » utilisé dans les années 1960 et 1970

##### L'usage de la couleur
Disney souhaitait utiliser de la couleur pour ses films dès 1926 mais les procédés techniques d'alors étaient trop onéreux et pas adaptés à l'animation, en raison de la faible gamme de couleurs disponibles. Le plus connu était un système Technicolor sur deux bandes.
Disney avait malgré tout tenté des expériences comme avec les cellulos teintés en 1930. Dans le film Frolicking Fish (1930) les animateurs ont utilisé des cellulos teintés en vert pour renforcer l'aspect sous-marin, tandis que pour Nuit (1930) ce sont des cellulos teintés en bleu pour l'effet nocturne. À la faveur d'un changement de contrat de distribution, pour RKO, le budget plus important permet aux équipes de Disney d'aller plus loin encore dans l'innovation et la qualité.
Le premier court métrage du studio a utilisé un procédé pour restituer la couleur est Des arbres et des fleurs, une Silly Symphony de 1932. Afin de s'assurer une avance envers ses concurrents, Walt Disney signe, peu avant la sortie de ce film, un contrat d'exclusivité de deux ans pour l'usage du procédé Technicolor sur trois bandes,. La production des Silly Symphonies passe totalement en couleur avant la fin de l'année mais il décide seulement en 1935 de franchir le pas avec la série Mickey Mouse. Le premier court métrage de Mickey à utiliser la couleur est La Fanfare.
Les longs métrages d'animation, dont le premier est alors en production, sont eux tous produits en couleur. À la fin de la seconde guerre mondiale, le studio se lance dans les longs métrages en prises de vue réelles mais comme certains sont prévus pour être rediffusés à la télévision alors en noir et blanc, leur tournage se fait aussi en noir et blanc.
Au milieu des années 1950, alors que la télévision passe à la couleur mais reste en noir et blanc dans la majorité des foyers, Walt Disney décide contre l'avis d'ABC, alors son distributeur, de produire toutes ses émissions en couleur. Cette décision a permis aux studios Disney de rediffuser dès 1962 ses productions produites depuis 1955.
La plupart des longs métrages produits en noir et blanc ont été colorisés par la suite comme Monte là-d'ssus (1961) en 1986.

##### Le mélange animation et acteurs
Le studio Disney est reconnu pour avoir plusieurs fois combiné des animations et la prise de vue réelle, que ce soit des acteurs dans un monde animé ou le contraire. Un documentaire mêlant images d'archives et interviews est présent sur le DVD du Peter et Elliott le dragon (1977) et s'attarde longuement sur cette technique. Ce procédé existe depuis les années 1920 avec Max Fleischer (des Fleischer Studios), avec la série Out of the Inkwell.
Il est amélioré par Walt Disney comme il l'explique lui-même dans les images d'archives du documentaire. Disney utilise ce procédé dans la série des Alice Comedies avec son équipe qui comprend Ub Iwerks. Iwerks est crédité des avancées techniques sur l'animation et l'intégration du son de Mickey Mouse mais aussi comme l'homme à la tête du Disney Process Lab et des nombreux effets spéciaux créés. Ce documentaire comprend une interview de Virginia Davis expliquant son rôle d'Alice à l'époque. D'autres exemples de films usant de ce mélange sont présentés dans le documentaire comme Les Dix Audacieux (1960), Monte là-d'ssus (1961), La Fiancée de papa (1961) et Mary Poppins (1964).
Ub Iwerks et Petro Vlahos sont récompensés d'un Oscar en 1965 pour l'usage dans Mary Poppins de la méthode d'incrustation du procédé à la vapeur de sodium,,,, utilisé précédemment sur le court métrage Donald et la Roue (1961).

#### Technologies développées
- Le storyboard (après 1931), initié par Webb Smith[138].
- La caméra multiplane (1933), inventée par Bill Garity, système pour donner un effet de profondeur au dessin animé
- La peinture ombre (Shadow Paint, 1935) est une couleur noire transparente conçue pour réaliser les ombres[139]
- Fantasound (1938-1940) premier système stéréo[140]
- Le système Animation Photo Transfer (début des années 1980), un procédé de transfert par photographie des cellulos[141]
- Le système Computer Animation Production System (fin des années 1980), une suite informatisée pour l'encrage et la peinture des films d'animation[142].

### Les suites et les remakes
La société Disney, selon le vœu de Walt Disney a longtemps refusé de faire des suites de ses films à succès. Malgré cela, le studio Disney a pratiqué le remake dès ses débuts en réutilisant des scénarios des courts métrages des Alice Comedies et Oswald le lapin chanceux pour en faire des Mickey Mouse et Donald Duck. Dès 1934, la série Silly Symphonies voit l'apparition d'une suite, la première des trois suites du court métrage Les Trois Petits Cochons (1933), d'autres succès auront eux aussi des suites.
À partir des années 1950, la société Disney a rapidement procédé à la production de « suite » dans le monde de la télévision, concept fortement lié à ce média, le terme approprié est celui de séries télévisées avec par exemple Zorro (1957-1961) ou Davy Crockett (1954-55).
Dans le monde des longs métrages, les premières suites concernent ceux en prises de vues réelles apparues dans les années 1960 comme Après lui, le déluge (1963) suite de Monte là-d'ssus (1961) et Sam l'intrépide (1963), suite de Fidèle Vagabond (1957). Le studio Disney n'avait jamais envisagé la production d'une suite à l'un de ses longs métrages, sauf sous la forme de téléfilms mais avec le succès de Monte là-d'ssus (1961) change la donne. Ce film basé sur des inventions loufoques et des effets spéciaux offre une formule aisément reproductible donc une suite est rapidement prévue. Le second opus Après lui, le déluge (1963) récolte 9 millions d'USD lors de sa sortie aux États-Unis. Ce succès modéré renforce le studio dans son idée de produire des séries de films. De plus avec la fin des années 1970 et les années 1980, la notion de suite est devenue plus commune, de nombreuses suites ont été réalisées comme la série La Coccinelle ou les suites de Chérie, j'ai rétréci les gosses.
Mais ce qui reste le plus emblématique des productions Disney sont les suites de longs métrages d'animation. La première suite d'un long métrage d'animation est Bernard et Bianca au pays des kangourous sorti en salle en 1990. Ce premier essai reçoit un bon accueil mais reste mitigé quant au retour financier. Le studio se lance alors dans la production de films directement pour le marché de la vidéo. Juste après le succès de Aladdin (1992), la première production de ce type est Le Retour de Jafar (1994) suivi par Aladdin et le Roi des voleurs (1996). Ce type de production a eu un rythme presque annuel, offrant une ou deux suites à plus d'une quinzaine de films Disney dont la plupart sont issus de trois périodes : des années 1950-1960, du nouvel âge d'or (1989-1999) et donc sortie une dizaine d'années auparavant et des productions sorties après l'an 2000 moins de cinq ans auparavant. Ces films ont été produits par des studios Disney depuis fermés hormis les DisneyToon Studios avec des budgets et des délais réduits ayant pour résultat une qualité moindre comparée aux autres longs métrages. La licence Winnie l'ourson a même vu la production de cinq suites.
Après le rachat de Pixar en 2006, le studio Disney a décidé de réduire la production de suite aux productions en cours puis selon le souhait de John Lasseter d'arrêter ce type de productions.
Comme l'explique le journal The Independent en mars 2015, la notion de remake est devenu à partir de 2010 un plan créatif à long terme lucratif. Le premier remake avec des acteurs d'un long métrage d'animation est Les 101 Dalmatiens (1996) adaptation en prise de vue réelle de Les 101 Dalmatiens (1961) avec Glenn Close interprétant Cruella d'Enfer. Ce film a fait l'objet d'un suite 102 Dalmatiens en 2000. On peut aussi noter À nous quatre (1998), le remake de La Fiancée de papa (1961). Mais c'est surtout avec la sortie en 2010 de l'adaptation par Tim Burton nommée Alice au pays des merveilles (2010) du dessin animé Alice au pays des merveilles de 1951 qui de par son succès marque un tournant dans la production de remake. Ce succès important et inattendu lance une machine comparable à celle des super-héros de Marvel et son univers cinématographique. Disney produit alors Maléfique (2014) avec Angelina Jolie, qui revisite La Belle au bois dormant (1959) et récolte 758 millions d'USD. D'autres films sont rapidement mis en production comme Le Livre de la jungle (2016), Alice de l'autre côté du miroir (2016), ou Mulan,,. The Independant note qu'Universal a tenté de faire pareil avec un remake en 2012 de Blanche-Neige intitulé Blanche-Neige et le Chasseur qui a récolté 400 millions d'USD puis avec Hansel et Gretel : Witch Hunters et Jack le chasseur de géants de Warner Bros., tous deux en 2013 mais avec moins de succès en salle. Début avril 2015, le journal The Guardian reprend et complète cette analyse en évoquant le remake L'Apprenti sorcier (2010) avec Nicolas Cage et les annonces de La Belle et la Bête (2017) et d'un Pinocchio.
Le 1er octobre 2016, le magazine Forbes s'interroge sur les effets du photoréalisme dans les remakes de films avec acteurs produits par Walt Disney Pictures sur son image. Dani Di Placido considère que l'usage de l'imagerie pour reproduire des animaux permet une forme de renouveau comme dans Le Livre de la jungle (2016) et peut-être dans Le Roi Lion Mais dans le cas de La Belle et la Bête (2017) les modifications sont peu nombreuses et rendent le film moins accessible aux enfants à l'image de Lumière et Big Ben qui sont mignon et comique en animation et deviennent sinistres en réalité. Le 20 mars 2017, le Washington Post considère qu'à la suite du succès en salle de La Belle et la Bête (2017), Disney va poursuivre les adaptations en prise de vue réelle.

### Les distributeurs
De 1932 à 1937, la distribution des courts métrages est assurée par United Artists, qui a aussi distribué Victoire dans les airs en 1943
En 1952, après 18 années avec RKO, Disney n'est plus satisfait de son contrat de distribution et développe une société interne, Buena Vista Distribution, qui à la fin des années 1950 distribuera aussi des films non Disney.

### Les éditions sur support
En dehors de quelques tentatives de vente sur support 16 mm à la fin des années 1940 et dans les années 1960, le studio Disney ne vendait pas en masse ses productions. Parmi les sorties sur support 16 mm, on peut citer :
- Le film Midnight in a Toy Shop (1930), court métrage noir et blanc de la série Silly Symphonies, a été vendu en août 1948 par la société Hollywood Film Entreprises[153].
- Donald et son arbre de Noël a été réédité en octobre 1961 sous le titre Christmas Capers[154].

Ce n'est qu'à la fin des années 1970, que le studio se lance dans l'édition de film sur support vidéo de masse. La première sortie pour la société d'une production sur support vidéodisque/Laserdisc a eu lieu le 16 décembre 1978
En octobre 1980, édite ses premiers films à la fois sur support VHS et betamax. En plus de quelques compilations de courts métrages d'animation, dix films sont édités sous ces formats dont Le Trou noir et Un amour de Coccinelle.
Le premier long métrage d'animation Disney à sortir en vidéo est Dumbo, édité en juin 1981 mais en location seulement. Alice au pays des merveilles est lui édité de la même façon en octobre 1981 puis les deux titres sont mis en vente libre à partir de 1982.
À partir de juillet 1985, Pinocchio est à son tour édité en vidéo et inaugure le système pour les sorties vidéo Disney : un « titre est édité, disponible en temps limité, retiré ensuite de la vente afin de permettre une période moratoire et une réédition quelques années plus tard ». Ce système a été baptisé « The Vault » (« le coffre-fort) ».
C'est aussi en 1985 qu'est sorti la première tentative d'édition directe en vidéo avec Breakin' Through de Peter Medak. Le système n'a été relancé qu'en 1994 avec le premier long métrage d'animation en direct-to-video, Le Retour de Jafar puis d'autres productions.

Logo de la marque Disney DVD.

En 1991, les sociétés Buena Vista Home Entertainment (ou Buena Vista Distribution) et Buena Vista International sont créées pour assurer la distribution des productions des différents groupes de Buena Vista.
Le premier DVD Disney est édité le 4 septembre 1997 par Buena Vista Home Entertainment.
Le 7 mars 2019, le lancement du service Disney+ va mettre un terme à la politique commerciale du Vault en offrant l'intégralité du catalogue de films Disney en ligne au lieu de l'alternance de disponibilités-indisponibilités artificielles,,.

### Différents axes d'études
De nombreux auteurs ont cherché à étudier les productions du studio Disney sous différents axes. La plupart étudie l'œuvre du studio de manière chronologique, et surtout la partie animation, détaillant souvent chaque film. Il existe aussi plusieurs ouvrages sur les personnages d'animation.
Quelques auteurs ont cherché des axes plus originaux, on peut citer entre autres les ouvrages suivants :
- Russel Merritt et JB Kaufman
  - la période du cinéma muet dans Walt in Wonderland : The Silent Films of Walt Disney (1992)
  - les Silly Symphonies dans Walt Disney's Silly Symphonies : A Companion to the classic cartoons series (2006),
- JB Kaufman traite du voyage en Amérique latine et de ses conséquences dans South of the Border With Disney: Walt Disney and the Good Neighbor Program, 1941-1948 (2009)
- Charles Solomon traite des films, courts et longs métrages, qui n'ont jamais été diffusés, hormis certains en bonus de DVD dans The Disney That Never Was (1995)
- Ollie Johnston et Franklin Thomas, les techniques d'animation dans The Illusion of Life (1995),
- John Canemaker, la pré-production, essentiellement au travers des œuvres d'inspiration dans Before the Animation Begins (1996).
- Bill Cotter, les productions télévisuelles dans The Wonderful World of Disney Television (1997).
- Robin Allan, l'influence de l'Europe sur les productions Disney dans Walt Disney and Europe (1999).
- Sean Griffin, l'image et l'acceptation de l'homosexualité dans les productions et l'entreprise Disney dans Tinker Belles and Evil Queens (2000).
- Amy M. Davis, l'image de la femme dans les films Disney dans Good Girls and Wicked Witches (2006)
- David Whitley, la présence de la nature dans les films Disney dans The Idea of Nature in Disney Animation (2008).
- Mindy Aloff, les références à la danse dans les films Disney dans Hippo in a Tutu (2008).
- Anne-Caroline Prévôt, chercheuse au CNRS a noté la diminution progressive de la végétation et de la biodiversité dans les longs métrages des studios Disney entre 1937 (Blanche Neige) et 2010 (Raiponce)[161]. Ce phénomène est indépendant du message diffusé dans les films d'animation : il est lié à l'amnésie écologique progressive des dessinateurs.

## Les directeurs
- Richard Berger premier président de Walt Disney Pictures de 1983 à 1984[162],[163].
- Jeffrey Katzenberg de 1984 à 1994[164]
- Peter Schneider fut le président du service Feature Animation à partir de 1992[165].

En 2009, la direction est la suivante
- Oren Aviv - Président Production de Walt Disney Pictures
  - Ed Catmull - Président de Walt Disney Animation Studios et Pixar Animation Studios
    - John Lasseter - Chief Creative Officer (Responsable créatif pour Disney Animation et Pixar)

  - Jean-Francois Camilleri - Président de Disneynature

### Les textes originaux
Les textes originaux de certains dessins animés sont disponibles dans le domaine public.
- (fr) Liste des Classiques d'animation Disney
- (en) Traduction en anglais des textes originaux des frères Grimm
- (en) Le texte original de Peter Pan
- (en) Texte original de Alice au pays des merveilles de Lewis Carroll
- (en) Texte original de The Jungle Book de Rudyard Kipling
- (en) Texte original de The second jungle book de Rudyard Kipling en anglais
- (fr) La Belle et la Bête de Madame Leprince de Beaumont
- (en) Traduction en anglais du texte original de La Belle et la Bête de Madame Leprince de Beaumont
- (en) Les œuvres d'Andersen, traduites en anglais, consultable en ligne
- (en) Différentes versions du texte de Robin des Bois
- (en) Traduction en anglais du poème de Mulan
- (en) Le texte original du conte de Bambi de Felix Salten
- (fr) Texte intégral de Notre-Dame de Paris de Victor Hugo.
- (en) Liste des chefs-d'œuvre d'animation ainsi que des autres films de Disney.
- (fr) Liste numérotée des chefs-d'œuvre d'animation de Disney et de Pixar.